# Ljustjärnen (Floda socken, Dalarna, 669223-143807)
Ljustjärnen är en sjö i Gagnefs kommun i Dalarna och ingår i Norrströms huvudavrinningsområde.